# Et Kursus i Mirakler
Et Kursus i Mirakler er en selvhjælpsbog, skrevet af den amerikanske psykolog Helen Schucman (1909 – 1981). Bogen udkom første gang på engelsk i 1976 i tre bind under titlen ”A Course in Miracles”, og har siden solgt over 2 millioner eksemplarer på 27 sprog.

## Indhold
Bogen er skrevet i første person med Jesus som fortæller. Schucman hævdede, at bogens tekst var dikteret til hende af en indre stemme, der tilhørte Jesus Kristus. En tysk domstol i Frankfurt dømte dog i 2014, at Schucman var at betragte som bogværkets juridiske forfatter. Der er tale om en spirituel selvhjælpsbog, der har til formål at finde kærlighedens og fredens tilstedeværelse. Bogen er organiseret som et undervisningsredskab, deraf titlen.

## Udgivelse og modtagelse
Bogens manuskript cirkulerede først i 1975 i form af 300 fotokopier. I juni 1976 blev den trykt som bog i 5.000 kopier
Igennem 1980'erne steg det årlige salg af den engelske udgave af bogen støt hvert år; den største vækst i salget med mere end to millioner solgte bind fandt sted i 1992 efter at Marianne Williamson diskuterede bogen på The Oprah Winfrey Show. Siden bogen blev sat til salg i 1976, er teksten blevet oversat til 27 sprog. Bogen distribueres globalt af flere nye religiøse bevægelser.
Bogen er blevet kaldt alt fra "New Age psychobabble" til "The New Age Bible".